# Fosfoadenilil-solfato reduttasi (tioredossina)
La fosfoadenilil-solfato reduttasi (tioredossina) è un enzima appartenente alla classe delle ossidoreduttasi, che catalizza la seguente reazione:
adenosina 3′,5′-bisfosfato + solfito + tioredossina disolfuro ⇄ 3′-fosfoadenilil solfato + tioredossina
Specifica per PAPS. L'enzima prodotto da Escherichia coli può usare tioredossine da altre specie.